# Каламеута жёлтая
Каламеута жёлтая  (лат. Calameuta idolon) — вид сидячебрюхих перепончатокрылых из группы пилильщиков семейства Cephidae. Редкий вид внесённый в Красную книгу Крыма.

## Распространение
Палеарктика. Южная и Юго-Восточная Европа, Кавказ и Закавказье, Малая Азия, Северная Африка.

## Описание
Длина от 10 до 15 мм. Тело чёрно-жёлтого цвета.
Личинки развиваются в стеблях злаков.

## Охрана
Вид включён в Красную книгу Украины и в Красную книгу Крыма. Причиной изменения численности является уничтожение целинных участков мест обитания вида.